# خاویر گاریدو
خاویر گاریدو (اسپانیایی: Javier Garrido‎؛ زادهٔ ۱۵ مارس ۱۹۸۵) بازیکن فوتبال اهل اسپانیا است.
از باشگاه‌هایی که در آن بازی کرده‌است می‌توان به باشگاه فوتبال منچستر سیتی، باشگاه فوتبال نوریچ سیتی، و باشگاه فوتبال لاتزیو، باشگاه فوتبال رئال سوسیداد، باشگاه فوتبال لاس پالماس و باشگاه فوتبال نوریچ سیتی اشاره کرد.
وی همچنین در تیم ملی فوتبال اسپانیا بازی کرده‌است.